# Osceola (Arkansas)
Osceola è una località degli Stati Uniti d'America, capoluogo, assieme a Blytheville della contea di Mississippi, nello Stato dell'Arkansas.